# Бељина (Чачак)
Бељина је насеље у Србији у општини Чачак у Моравичком округу. Према попису из 2022. било је 945 становника.

Овде се налазе Римске терме у Бељини, Порта цркве Успења Пресвете Богородице у Бељини и Запис Јовановића липа (Бељина).

## Демографија
У насељу Бељина живи 907 пунолетних становника, а просечна старост становништва износи 39,5 година (39,3 код мушкараца и 39,7 код жена). У насељу има 369 домаћинстава, а просечан број чланова по домаћинству је 3,03.
Ово насеље је великим делом насељено Србима (према попису из 2002. године).
|  |

| Демографија | Демографија | Демографија |
| Година      | Становника  | Становника  |
| ----------- | ----------- | ----------- |
| 1948.       | 287         |             |
| 1953.       | 366         |             |
| 1961.       | 533         |             |
| 1971.       | 754         |             |
| 1981.       | 950         |             |
| 1991.       | 1.075       | 1.065       |
| 2002.       | 1.117       | 1.151       |
| 2011.       | 1.086       |             |

| Етнички састав према попису из 2002.‍ | Етнички састав према попису из 2002.‍ | Етнички састав према попису из 2002.‍ | Етнички састав према попису из 2002.‍ | Етнички састав према попису из 2002.‍ |
| ------------------------------------ | ------------------------------------ | ------------------------------------ | ------------------------------------ | ------------------------------------ |
|                                      |                                      |                                      |                                      |                                      |
| Срби                                 | Срби                                 |                                      | 1.092                                | 97,76%                               |
| Роми                                 | Роми                                 |                                      | 4                                    | 0,35%                                |
| Црногорци                            | Црногорци                            |                                      | 3                                    | 0,26%                                |
| Хрвати                               | Хрвати                               |                                      | 3                                    | 0,26%                                |
| Бугари                               | Бугари                               |                                      | 1                                    | 0,08%                                |
| непознато                            | непознато                            |                                      | 10                                   | 0,89%                                |

| Година пописа     | 1948. | 1953. | 1961. | 1971. | 1981. | 1991. | 2002. |
| ----------------- | ----- | ----- | ----- | ----- | ----- | ----- | ----- |
| Број домаћинстава | 78    | 102   | 159   | 226   | 293   | 331   | 369   |

| Број чланова      | 1  | 2  | 3  | 4  | 5  | 6  | 7 | 8 | 9 | 10 и више | Просек |
| ----------------- | -- | -- | -- | -- | -- | -- | - | - | - | --------- | ------ |
| Број домаћинстава | 59 | 86 | 80 | 94 | 35 | 13 | 1 | 0 | 0 | 1         | 3,03   |

| Пол    | Укупно | Неожењен/Неудата | Ожењен/Удата | Удовац/Удовица | Разведен/Разведена | Непознато |
| ------ | ------ | ---------------- | ------------ | -------------- | ------------------ | --------- |
| Мушки  | 468    | 121              | 312          | 23             | 6                  | 6         |
| Женски | 477    | 95               | 312          | 53             | 14                 | 3         |
| УКУПНО | 945    | 216              | 624          | 76             | 20                 | 9         |

| Пол    | Укупно                    | Пољопривреда, лов и шумарство | Рибарство                            | Вађење руде и камена | Прерађивачка индустрија       |
| ------ | ------------------------- | ----------------------------- | ------------------------------------ | -------------------- | ----------------------------- |
| Мушки  | 204                       | 2                             | 0                                    | 0                    | 95                            |
| Женски | 155                       | 5                             | 0                                    | 0                    | 48                            |
| УКУПНО | 359                       | 7                             | 0                                    | 0                    | 143                           |
| Пол    | Производња и снабдевање   | Грађевинарство                | Трговина                             | Хотели и ресторани   | Саобраћај, складиштење и везе |
| Мушки  | 12                        | 12                            | 31                                   | 2                    | 18                            |
| Женски | 0                         | 1                             | 38                                   | 8                    | 8                             |
| УКУПНО | 12                        | 13                            | 69                                   | 10                   | 26                            |
| Пол    | Финансијско посредовање   | Некретнине                    | Државна управа и одбрана             | Образовање           | Здравствени и социјални рад   |
| Мушки  | 1                         | 8                             | 3                                    | 2                    | 1                             |
| Женски | 4                         | 6                             | 1                                    | 10                   | 18                            |
| УКУПНО | 5                         | 14                            | 4                                    | 12                   | 19                            |
| Пол    | Остале услужне активности | Приватна домаћинства          | Екстериторијалне организације и тела | Непознато            | Непознато                     |
| Мушки  | 1                         | 0                             | 0                                    | 16                   | 16                            |
| Женски | 2                         | 0                             | 0                                    | 6                    | 6                             |
| УКУПНО | 3                         | 0                             | 0                                    | 22                   | 22                            |